# Apache Point Observatory Lunar Laser-ranging Operation

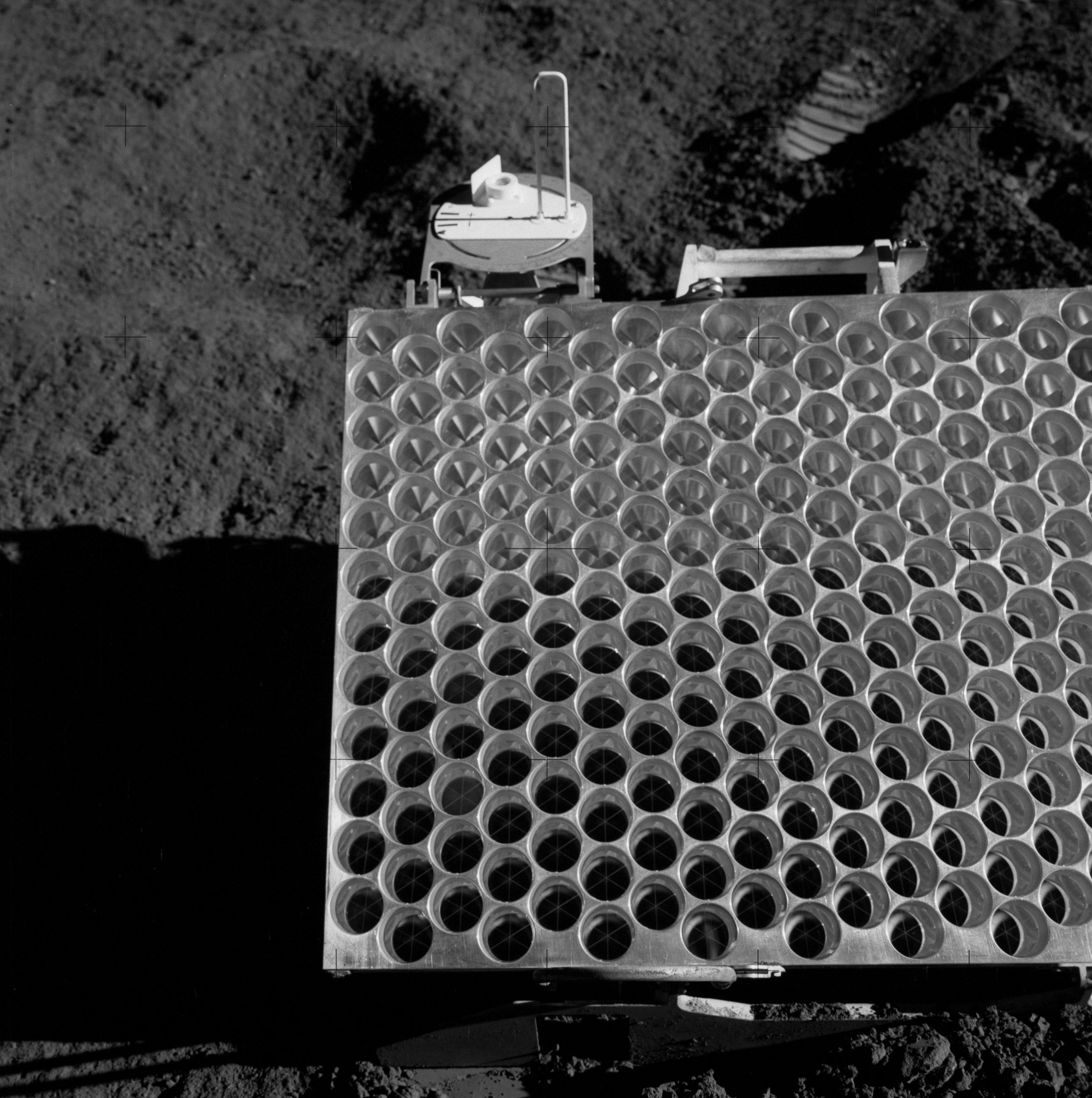
O Lunar Ranging Retro-Reflector (LRRR) da Apollo 15. Os pequenos círculos, são na verdade cubos, que refletem a luz diretamente de volta para a sua origem.

A Apache Point Observatory Lunar Laser-ranging Operation, ou APOLLO, é um projeto do Apache Point Observatory no Novo México. Ele é uma extensão e evolução do projeto anterior, o Lunar Laser Ranging Experiment, que usa Retrorrefletores na Lua para identificar mudanças na sua distância orbital e nos seus movimentos.[carece de fontes?]